# تی‌اس‌اس اسکوشیا (۱۹۲۰)
تی‌اس‌اس اسکوشیا (۱۹۲۰) (به انگلیسی: TSS Scotia (1920)) یک کشتی بود که طول آن ۳۸۰٫۵ فوت (۱۱۶٫۰ متر) بود. این کشتی در سال ۱۹۲۰ ساخته شد.